# Jaú (peixe)
O jaú (Zungaro zungaro), também conhecido como jundiá-da-lagoa, é um peixe teleósteo que habita as bacias do rio Amazonas e do rio Paraná. É um dos maiores peixes brasileiros.

## Descrição
O jaú é um peixe de grande porte, podendo alcançar até 1,5 metros de comprimento total e 120 quilogramas. O corpo é grosso e curto; a cabeça grande e achatada. A coloração varia do pardo-esverdeado-claro a pardo-esverdeado-escuro, com manchas, no dorso, mas o ventre é branco. O indivíduo jovem, chamado jaupoca, apresenta pintas violáceas espalhadas pelo dorso amarelado.
É uma espécie piscívora. Vive no canal do rio, principalmente nos poços das cachoeiras, para onde vai no período de água baixa acompanhando os cardumes de Characidae (especialmente curimbatá) que migram rio acima. Na Amazônia, não é importante comercialmente (a carne é considerada "reimosa"), mas é apreciado no Sudeste do Brasil. A pressão de pesca pelos frigoríficos que exportam filé de jaú é muito grande e tem sido responsável pela queda da captura da espécie na Amazônia.

## Etimologia
"Jaú" vem do tupi ya'ú. "Jaupoca" também vem do tupi, significando "jaú barulhento".